# The Ultimate Fighter: Team Hughes vs. Team Serra Finale
The Ultimate Fighter: Team Hughes vs. Team Serra Finale fue un evento de artes marciales mixtas celebrado por Ultimate Fighting Championship el 8 de diciembre de 2007 en el The Pearl at the Palms, en Las Vegas, Nevada.

## Historia
Destacados fueron las finales de The Ultimate Fighter: Team Hughes vs. Team Serra en peso wélter, así como un evento principal entre Roger Huerta y Clay Guida.

## Resultados

### Tarjeta preliminar
- Peso wélter: Troy Mandaloniz vs. Richie Hightower

Mandaloniz derrotó a Hightower vía TKO (golpes) en el 4:20 de la 1ª ronda.
- Peso wélter: Roman Mitichyan vs. Dorian Price

Mitichyan derrotó a Price vía sumisión (ankle lock) en el 0:23 de la 1ª ronda.
- Peso wélter: Jonathan Goulet vs. Paul Georgieff

Goulet derrotó a Georgieff vía sumisión (rear-naked choke) en el 4:42 de la 1ª ronda.
- Peso wélter: Matt Arroyo vs. John Kolosci

Arroyo derrotó a Kolosci vía sumisión (armbar) en el 4:42 de la 1ª ronda.

### Tarjeta principal
- Peso wélter: Ben Saunders vs. Dan Barrera

Saunders derrotó a Barerra vía decisión (unánime) (30–27, 30–27, 29–28).
- Peso wélter: George Sotiropoulos vs. Billy Miles

Sotiropoulos derrotó a Miles vía sumisión (rear-naked choke) en el 1:36 de la 1ª ronda.
- Peso wélter: Jon Koppenhaver vs. Jared Rollins

Koppenhaver derrotó a Rollins vía KO (golpes) en el 1:59 de la 3ª ronda.
- Peso wélter: Mac Danzig vs. Tom Speer

Danzig derrotó a Speer vía sumisión (rear-naked choke) en el 2:01 de la 1ª ronda para convertirse en el ganador del The Ultimate Fighter 6 de peso wélter.
- Peso ligero: Roger Huerta vs. Clay Guida

Huerta derrotó a Guida vía sumisión (rear-naked choke) en el 0:51 de la 3ª ronda.

## Bonus awards
Cada peleador recibió un bono de $30,000.
- Pelea de la Noche: Roger Huerta vs. Clay Guida y Jon Koppenhaver vs. Jared Rollins
- KO de la Noche: Jon Koppenhaver
- Sumisión de la Noche: Matt Arroyo